# PANDORA (SiMのアルバム)
『PANDORA』（パンドラ）は、SiMの通算5枚目のアルバム（フルアルバムとしては3枚目）。
2013年10月23日にユニバーサルミュージックから発売された。

## 概要
メジャー1stアルバム。
前作『LiFE and DEATH』から約1年半ぶりのリリース。

## 収録曲
全曲　作詞：MAH、作曲・編曲：SiM
1. PANDORA
アルバムのオープニングを飾る、SiM史上“最短”となる楽曲
2. WHO’S NEXT
アルバムのリード曲。歌詞の中で2008年以降の内閣総理大臣を言葉遊びで皮肉っている[1]。
PVはバンド史上初のフルCGで構成されており、500時間を超える制作時間をかけて完成したという[2]。
3. Pieces of Troops
4. BRAiN
5. Blah Blah Blah
メジャー1stシングルの１曲目。
6. Boring People,Fucking Grays
7. DUBSOLUTiON#4
8. We’re All Alone
9. Rosso& Dry
10. Keep it Burnin’
11. March of the Robots
12. Dreaming Dreams
13. Upside Down